# Ruben Buriani
Ruben Buriani (* 16. März 1955 in Portomaggiore) ist ein ehemaliger italienischer Fußballspieler.

## Karriere
Buriani begann seine Karriere in der Jugendmannschaft von SPAL Ferrara. 1974 kam er zur AC Monza, wo er drei Jahre unter Vertrag stand. Nach seiner Zeit in Monza wechselte er zum italienischen Großklub AC Mailand. In der Zeit bei den Rossoneri gewann er 1979 den italienischen Meistertitel. 1982 wechselte er zum AC Cesena, wo er weitere drei Jahre seine Fußballschuhe schnürte. Von 1984 bis 1985 stand er beim AS Rom unter Vertrag und von 1985 bis 1986 ließ er seine Karriere beim SSC Neapel ausklingen.
International spielte Buriani zweimal für die italienische Nationalmannschaft. Sein Debüt gab er am 16. Februar 1980 gegen Rumänien in Neapel. Ein weiteres Spiel sollte folgen. Er nahm als Ersatzspieler an der Fußball-Europameisterschaft 1980 im Heimatland teil, kam aber zu keinem Einsatz.

## Erfolge
- Einmal italienischer Meister (1979)